# Prochloridea madonna
Prochloridea madonna är en fjärilsart som beskrevs av Barnes och Arthur Ward Lindsey 1921. Prochloridea madonna ingår i släktet Prochloridea och familjen nattflyn. Inga underarter finns listade i Catalogue of Life.